# Simon West
Simon West (nacido el 17 de julio de 1961) es un director de cine inglés. 

## Biografía
Nació en Letchworth, Hertfordshire. 
Comenzó como montador en la BBC y más tarde dirigió documentales y anuncios, incluyendo varios comerciales para Budweiser. Su carrera como director de cine empezó con Con Air en 1997.

## Filmografía
- Old Guy (2025)[1]
- Skyfire (2019)
- Salty (2017)
- Stolen (2012)
- The Expendables 2 (2012)
- The Mechanic (2010)
- Cuando llama un extraño (2006)
- Close to Home (serie de televisión; 2005)
- Keen Eddie (productor ejecutivo) (2003)
- Black Hawk Down (productor ejecutivo) (2001)
- Lara Croft: Tomb Raider (2001)
- The General's Daughter (1999)
- Con Air (1997)